# ヒマラヤ・プラタープ・ビール・ビクラム・シャハ
ヒマラヤ・プラタープ・ビール・ビクラム・シャハ（Himalaya Pratap Bir Bikram Shah, 1921年10月12日 - 1980年5月9日）は、ネパール王国の第8代君主トリブバン・ビール・ビクラム・シャハの次男。

## 生涯
1921年10月12日、ネパール王トリブバン・ビール・ビクラム・シャハの次男として生まれた。
1953年、父王トリブバンがスイスへ心臓疾患を治療のために出国する際、兄の王太子マヘンドラが主導する王室会議に弟バスンダラとともに参加し、内閣への助言権を得た。
1980年5月9日、カトマンズ市内で死亡した。